# Ormyrus tschami
Ormyrus tschami är en stekelart som först beskrevs av Miktat Doganlar 1991.  Ormyrus tschami ingår i släktet Ormyrus och familjen kägelglanssteklar. Inga underarter finns listade i Catalogue of Life.